# Долгое (озеро, Шатурский район)
Долгое — озеро в Кривандинском сельском поселении Шатурского района Московской области. Относится к группе Туголесских озёр. Соединено каналом с озером Глубоким.

## Физико-географическая характеристика
Озеро, предположительно, ледникового происхождения.
Площадь — 2,19 км² (219 га), длина — около 2500 м, ширина — около 1000 м. Берега озера низкие, заболоченные, покрыты торфом.
Глубина — 2-4 м, максимальная глубина достигает 4 м. Дно илистое, покрыто торфом. Вода торфяная с тёмно-коричневой окраской.
Среди водной растительности распространены камыш, тростник, стрелолист, ряска, элодея, рдесты, канадский рис, кубышка, рогоз, также встречается пушица, белокрыльник и земноводная гречиха. В озере обитают карась, щука, окунь, плотва, язь, ёрш, редко попадается верховка, карп, лещ и линь. В окрестностях озера произрастают редкие виды растений и обитают животные, занесённые в Красные книги России и Московской области.
Озеро используется для рыболовства, имеет научное значение.